# Peter Petran (Schauspieler)
Peter Petran (* 9. Februar 1912 im Landkreis Frankenstein, Schlesien; † unbekannt) war ein deutscher Schauspieler.

## Leben
Petran erlernte seinen Beruf an einer Berliner Schauspielschule, bevor er in Lübeck sein Bühnendebüt gab. Es folgten Engagements in Potsdam, Wilhelmshaven, Rostock, Braunschweig und Hannover. In den 1950er Jahren leitete Petran zudem eine Tourneebühne.
Einem breiteren Publikum wurde Petran vor allem durch zahlreiche größere und kleinere Rollen in Fernsehproduktionen bekannt. Er spielte in Theodor Kotullas Drama Aus einem deutschen Leben, in Egon Monks Mehrteiler Die Geschwister Oppermann nach Lion Feuchtwanger sowie in Eberhard Fechners Drama Ein Kapitel für sich nach Walter Kempowski.
Darüber hinaus übernahm er zahlreiche Gastrollen in Serien und Reihen wie Tatort, Ein Fall für TKKG, Sonderdezernat K1 und Die schöne Marianne. Außerdem war Petran als Dekorateur tätig.

## Filmografie (Auswahl)
- 1969: Der große Tag der Bertha Laube
- 1970: Gedenktag
- 1972: Hamburg Transit – Bitte die Fahrkarten
- 1972: Einmal im Leben – Geschichte eines Eigenheims (Fernsehdreiteiler)
- 1974: Tatort – Nachtfrost
- 1975: Tatort – Mordgedanken
- 1975: PS – Geschichten ums Auto
- 1977: Sonderdezernat K1 – Tod eines Schrankenwärters
- 1977: Tatort – Das stille Geschäft
- 1977: Aus einem deutschen Leben
- 1978: Die Anstalt
- 1979: Ein Kapitel für sich
- 1981: St. Pauli-Landungsbrücken (Fernsehserie, eine Folge)
- 1983: Die Geschwister Oppermann
- 1984: Tatort – Haie vor Helgoland